# ریس فیلدینگ
ریس فیلدینگ (انگلیسی: Reece Fielding؛ زادهٔ ۲۳ سپتامبر ۱۹۹۸) بازیکن فوتبال اهل بریتانیا است.
از باشگاه‌هایی که در آن بازی کرده‌است می‌توان به باشگاه فوتبال دونکستر راورز اشاره کرد.